# بنكرد
بنكرد (بالكردية: بنگرد)‏ هي ناحية من نواحي قضاء دوكان في محافظة السليمانية، إقليم كردستان العراق. أستحدثت في عام 1980 بصفة قرية.